# Photinia cucphuongensis
Photinia cucphuongensis hay Dự Cúc Phương hoặc Sến Cúc Phương là loài thực vật có hoa trong họ Hoa hồng, do Nguyễn Tiến Hiệp và G.P Yakovlev mô tả lần đầu vào năm 1980. Đây là loài Photinia đặc hữu tại Việt Nam.

## Đặc điểm
Cây thân gỗ cao 4-7m, đường kính ngang ngực (dbh) 20–25 cm; vỏ màu xám đen, quả màu xanh xỉn, nụ màu đỏ sẫm, hoa màu trắng.   Sống trên đá, sườn núi Vườn Quốc gia Cúc Phương ở độ cao 500m so với mực nước biển.